# Dertônio Ferrer
Dertônio Ferrer (, 18 de março de 1897 — , ) foi um ciclista olímpico brasileiro.
Dertônio Ferrer participou da primeira equipe olímpica brasileira de ciclismo nos Jogos Olímpicos, na Olimpíadas de Berlim em 1936, competindo na prova de estrada 100 km. Além dele, formavam a equipe os ciclistas José Magnani e Hermógenes Netto.